# Risa Ozakiová
Risa Ozakiová, japonsky: 尾﨑 里紗, Ozaki Risa, (* 10. dubna 1994 Kóbe) je japonská profesionální tenistka. Ve své dosavadní kariéře na okruhu WTA Tour nevyhrála žádný turnaj. V rámci okruhu ITF získala do dubna 2017 šest titulů ve dvouhře.
Na žebříčku WTA byla ve dvouhře nejvýše klasifikována v dubnu 2017 na 71. místě a ve čtyřhře pak v březnu téhož roku na 246. místě. Trénuje ji Cutomu Kawahara.
V japonském fedcupovém týmu debutovala v roce 2014 čtvrtfinálem druhé světové skupiny proti Argentině, v němž vyhrála za rozhodnutého stavu s Šúko Aojamovou čtyřhru. Argentinky zvítězily 3:1 na zápasy. Do dubna 2017 v soutěži nastoupila ke dvěma mezistátním utkáním s bilancí 0–0 ve dvouhře a 2–0 ve čtyřhře.

## Tenisová kariéra
V rámci hlavních soutěží dvouhry událostí okruhu ITF debutovala v říjnu 2011, když na turnaj v japonském Kófu s dotací 50 tisíc dolarů obdržela divokou kartu. V úvodním kole podlehla Thajce Tamarine Tanasugarnové ve dvou setech. Premiérový titul v této úrovni tenisu vybojovala v jihokorejském Čchangwonu, když ve finále červnové události z roku 2013, s rozpočtem 25 tisíc dolarů, zdolala čínskou hráčku Čang Jü-süan po dvousetovém průběhu.
Na okruhu WTA Tour debutovala na říjnovém HP Open 2010 v Ósace poté, co jí organizátoři udělili divokou kartu do kvalifikace. V ní však na úvod uhrála jediný game na thajskou tenistku Noppawan Lertcheewakarnovou. Do hlavní soutěže poprvé nastoupila na zářijovém Tashkent Open 2013, kde prošla kvalifikačním sítem. V prvním kole pak vyřadila Ukrajinku Katerynu Kozlovovou, aby ve druhém skončila na raketě Italky Nastassji Burnettové.
Premiérové finále na okruhu WTA Tour odehrála na červencovém Citi Open 2016 ve Washingtonu, D.C. V deblové soutěži postoupila s krajankou Šúko Aojamovou do finále, v němž nestačily na dvojici Monica Niculescuová a Yanina Wickmayerová.
Debut v hlavní soutěži nejvyšší grandslamové kategorie zaznamenala v ženském singlu Australian Open 2017. V úvodní fázi nenašla recept na italskou tenistku Saru Erraniovou ve dvou sadách.

## Finále na okruhu WTA Tour
| Legenda                           |
| --------------------------------- |
| D – dvouhra; Č – čtyřhra          |
| Grand Slam (0)                    |
| WTA Tour Championships (0)        |
| Premier Mandatory & Premier 5 (0) |
| Premier (0)                       |
| International (0–1 Č)             |

### Čtyřhra: 1 (0–1)
| Stav       | č. | datum             | turnaj                | povrch | spoluhráčka   | soupeřky ve finále                      | výsledek |
| ---------- | -- | ----------------- | --------------------- | ------ | ------------- | --------------------------------------- | -------- |
| Finalistka | 1. | 24. července 2016 | Washington, D.C., USA | tvrdý  | Šúko Aojamová | Monica Niculescuová Yanina Wickmayerová | 4–6, 3–6 |

## Finále na okruhu ITF
| Dotace turnajů okruhu ITF | Dotace turnajů okruhu ITF |
| ------------------------- | ------------------------- |
| 100 000 $ tournaments     | 80 000 $ tournaments      |
| 75 000 $ tournaments      | 60 000 $ tournaments      |
| 50 000 $ tournaments      | 25 000 $ tournaments      |
| 15 000 $ tournaments      | 10 000 $ tournaments      |

### Dvouhra: 12 (6–6)
| Stav       | č. | datum              | turnaj                  | povrch | soupeřka ve finále   | výsledek           |
| ---------- | -- | ------------------ | ----------------------- | ------ | -------------------- | ------------------ |
| Finalistka | 1. | 2. září 2012       | Cukuba, Japonsko        | tvrdý  | Aki Jamasotová       | 3–6, 6–1, 1–6      |
| Vítězka    | 1. | 2. června 2013     | Čchangwon, Jižní Korea  | tvrdý  | Čang Jü-süan         | 6–4, 6–4           |
| Vítězka    | 2. | 21. července 2013  | Granby, Kanada          | tvrdý  | Samantha Murrayová   | 0–6, 7–5, 6–2      |
| Finalistka | 2. | 9. listopadu 2014  | Bendigo, Austrálie      | tvrdý  | Eri Hozumiová        | 6-7(5–7), 7–5, 2–6 |
| Finalistka | 3. | 16. listopadu 2014 | Bendigo, Austrálie      | tvrdý  | Liou Fang-čou        | 4–6, 3–6           |
| Finalistka | 4. | 14. června 2015    | Kojang, Jižní Korea     | tvrdý  | Lee So-ra            | 4–6, 6–3, 4–6      |
| Vítězka    | 3. | 20. června 2015    | Inčchon, Jižní Korea    | tvrdý  | Liou Čchang          | 5–7, 7–6(7–4), 6–3 |
| Vítězka    | 4. | 5. července 2015   | Stuttgart, Německo      | antuka | Romina Oprandiová    | 6–4, 7–5           |
| Finalistka | 5. | 25. prosince 2015  | Bangkok, Thajsko        | tvrdý  | Han Na-lae           | 2–6, 4–6           |
| Finalistka | 6. | 9. ledna 2016      | Victoria Park, Hongkong | tvrdý  | Viktorija Golubicová | 3–6, 3–6           |
| Vítězka    | 5. | 30. října 2016     | Bendigo, Austrálie      | tvrdý  | Asia Muhammadová     | 6–3, 6–3           |
| Vítězka    | 6. | 6. listopadu 2016  | Canberra, Austrálie     | tvrdý  | Georgia Bresciová    | 6–4, 6–4           |

### Čtyřhra: 1 (0–1)
| Stav       | č. | datum          | turnaj             | povrch | spoluhráčka   | soupeřky ve finále                 | výsledek |
| ---------- | -- | -------------- | ------------------ | ------ | ------------- | ---------------------------------- | -------- |
| Finalistka | 1. | 30. října 2016 | Bendigo, Austrálie | tvrdý  | Šúko Aojamová | Asia Muhammadová Arina Rodionovová | 4–6, 3–6 |